# Джамп-стрит, 21
«Джамп стрит, 21» (англ. 21 Jump Street) — американский телесериал 1980-х годов. Транслировался по ТВ в США на протяжении 5 сезонов ровно 4 года с апреля 1987 по апрель 1991 года. Сериал посвящён отряду юных полицейских под прикрытием, которые расследуют преступления в средних школах, колледжах и других местах для подростков.
Созданный Патриком Хасбургом и Стивеном Дж. Кэнелом, сериал был произведён в сотрудничестве с 20th Century Fox Television. Среди исполнительных продюсеров были Хасбург, Каннелл, Стив Бирс и Билл Нусс. Шоу стало ранним хитом для молодой сети Fox и было создано для привлечения более молодой аудитории.
В 1989 году вышел спин-офф «Букер», а в 2012 году вышел комедийный боевик «Мачо и ботан», продолжающий сюжет обоих сериалов.

## Сюжет
Команда из четырёх молодых полицейских офицеров под началом капитана Фуллера работает «под прикрытием» и раскрывает преступления среди молодёжи.

## В ролях
- Джонни Депп — Том Хэнсон
- Холли Робинсон — Джудит Хоффс
- Дастин Нгуен — Гарри Айоки
- Питер Делуиз — Даг Пенхолл
- Стивен Уильямс — капитан Адам Фуллер
- Ричард Греко — Деннис Букер
- Майкл Делуиз — Джои Пенхолл
- Шон Леви — Лэнс

## Гости сериала
- Карим Абдул-Джаббар
- Брэд Питт
- Джош Бролин
- Винс Вон
- Шеннен Доэрти
- Джада Пинкетт-Смит
- Джейсон Пристли
- Шерилин Фенн
- Бриджит Фонда
- Кристина Эпплгэйт
- Мэрилин Мэнсон
- Кертвуд Смит

## Сезоны

### Сезон 1
1. «21 Jump Street (part 1)» (April 12, 1987)
2. «21 Jump Street (part 2)» (April 12, 1987)
3. «America, What a Town» (April 19, 1987)
4. «Don’t Pet the Teacher» (April 26, 1987)
5. «My Future’s So Bright, I Gotta Wear Shades» (May 3, 1987)
6. «The Worst Night of Your Life» (May 10, 1987)
7. «Gotta Finish the Riff» (May 17, 1987)
8. «Bad Influence» (May 24, 1987)
9. «Blindsided» (May 31, 1987)
10. «Next Generation» (June 7, 1987)
11. «Low and Away» (также известная как «Running on Ice»; June 14, 1987)
12. «16 Blown to 35» (June 21, 1987)
13. «Mean Streets and Pastel Houses» (June 28, 1987)

### Сезон 2
1. «In the Custody of a Clown» (September 20, 1987)
2. «Besieged (1)» (September 27, 1987)
3. «Besieged (2)» (October 4, 1987)
4. «Two For the Road» (October 11, 1987)
5. «After School Special» (October 18, 1987)
6. «Higher Education» (October 25, 1987)
7. «Don’t Stretch the Rainbow» (November 1, 1987)
8. «Honor Bound» (November 8, 1987)
9. «You Ought to Be in Prison» (November 15, 1987)
10. «How Much is That Body in the Window?» (November 22, 1987)
11. «Christmas in Saigon» (December 20, 1987)
12. «Fear and Loathing with Russell Buckins» (также известная как «Doin' The Quarter Mile In a Lifetime»; December 27, 1987)
13. «A Big Disease With a Little Name» (February 7, 1988)
14. «Chapel of Love» (February 14, 1988)
15. «I’m OK- You Need Work» (February 21, 1988)
16. «Orpheus 3.3» (также известная как «The Convenience Killer»; February 28, 1988)
17. «Champagne High» (March 6, 1988)
18. «Brother Hanson & the Miracle of Renner’s Pond» (March 13, 1988)
19. «Raising Marijuana» (April 17, 1988)
20. «Best Years Of Your Life» (May 1, 1988)
21. «Cory and Dean Got Married» (May 8, 1988)
22. «School’s Out» (May 22, 1988)

### Сезон 3
1. «Fun With Animals» (November 6, 1988)
2. «Slippin' Into Darkness» (также известная как «Date With an Angel»; November 13, 1988)
3. «The Currency We Trade In» (November 20, 1988)
4. «Coach of the Year» (November 27, 1988)
5. «Whose Choice is it Anyways?» (December 11, 1988)
6. «Hell Week» (December 18, 1988)
7. «The Dragon and the Angel» (January 15, 1989)
8. «Blu Flu» (January 29, 1989)
9. «Swallowed Alive» (February 5, 1989)
10. «What About Love?» (February 12, 1989)
11. «Woolly Bullies» (February 19, 1989)
12. «The Dreaded Return of Russell Buckins» (February 26, 1989)
13. «A.W.O.L.» (March 19, 1989)
14. «Nemesis» (March 26, 1989)
15. «Fathers and Sons» (April 9, 1989)
16. «High High» (April 23, 1989)
17. «Blinded by the Thousand Points of Light» (April 30, 1989)
18. «Next Victim» (May 7, 1989)
19. «Loc’d Out (part 1)» (также известная как «Partners (part 1)»; May 14, 1989)
20. «Loc’d Out (part 2)» (также известная как «Partners (part 2)»; May 21, 1989)

### Сезон 4
1. «Draw the Line» (Sepember 18, 1989)
2. «Say It Ain’t So, Pete» (Sepember 25, 1989)
3. «Eternal Flame» (October 2, 1989)
4. «Come from the Shadows» (October 9, 1989)
5. «God is a Bullet» (October 16, 1989)
6. «Old Haunts in a New Age» (October 30, 1989)
7. «Out of Control» (November 6, 1989)
8. «Stand by Your Man» (November 13, 1989)
9. «Mike’s P.O.V.» (November 20, 1989)
10. «Wheels and Deals Part Two» (November 27, 1989)
11. «Parental Guidance Suggested» (December 4, 1989)
12. «Things We Said Today» (December 18, 1989)
13. «Research and Destroy» (Jan. 8, 1990)
14. «A Change of Heart» (Jan. 15, 1990)
15. «Back from the Future» (January 29, 1990)
16. «2245» (February 5, 1990)
17. «Hi Mom» (February 12, 1990)
18. «Awomp-Bomp-Aloobomb, Aloop Bamboom» (February 19, 1990)
19. «La Bizca» (February 26, 1990)
20. «Last Chance High» (March 19, 1990)
21. «Unfinished Business» (April 9, 1990)
22. "Shirts and Skins (также известная как «A New Breeze Blowing»; April 30, 1990)
23. «How I Saved the Senator» (May 7, 1990)
24. «Rounding Third» (May 14, 1990)
25. «Everyday is Christmas» (May 21, 1990)
26. «Blackout» (также известная как «Business as Usual»; June 18, 1990)

### Сезон 5
1. «Tunnel of Love» (October 13, 1990)
2. «Back to School» (October 20, 1990)
3. «Buddy System» (October 27, 1990)
4. «Poison» (November 3, 1990)
5. «Just Say No! High» (November 10, 1990)
6. «Brothers» (November 17, 1990)
7. «This Ain’t No Summer Camp» (November 24, 1990)
8. «The Girl Next Door» (December 1, 1990)
9. «Diplomas for Sale» (December 8, 1990)
10. «Number One with a Bullet» (December 22, 1990)
11. «Equal Protection» (January 5, 1991)
12. «The Education of Terry Carver» (January 14, 1991)
13. «Baby Blues» (January 21, 1991)
14. «Film at Eleven» (February 9, 1991)
15. «In the Name of Love» (February 16, 1991)
16. «Cop Love» (также известная как «Coppin' Out»; February 23, 1991)
17. «Under The Influence» (March 23, 1991)
18. «Crossfire» (March 30, 1991)
19. «Wasted» (April 6, 1991)
20. «Bad Day at Eagle Rock» (также известная как «Bad Day at Blackburn»; April 13, 1991)
21. «Homegirls» (April 20, 1991)
22. «Second Chances» (April 27, 1991)

## Производство

### Съёмки
Снятый в вымышленном городе Эвергрин в штате Метрополис в Соединенных Штатах, сериал был в основном снят в Ванкувере в Британской Колумбии. Это был один из первых крупных телесериалов, в котором Ванкувер использовался в качестве места для съёмок, что помогло превратить город в центр кинопроизводства.

### Приём
Джамп-стрит, 21, наряду с Женаты… с детьми и Шоу Трейси Ульман, дебютировали весной 1987 года. Все три шоу были хитами с аудиторией и помогли создать недавно запущенную сеть Fox. «Джамп-стрит, 21» был первым хитовым сериалом для сети Fox. В августе «Джамп-стрит, 21» стал первым сериалом Fox, который выиграл свой тайм-слот против сетевых сериалов. В Соединенных штатах он был показан на зарождающемся и взаимосвязанном Sky One, которая ещё не достигла значительной аудитории.

## Трансляции
| Трансляции | Время                             |
| ---------- | --------------------------------- |
| 1986-87    | Воскресенье с 7:00 до 8:00 на FOX |
| 1987-88    | Воскресенье с 7:00 до 8:00 на FOX |
| 1988-89    | Воскресенье с 7:00 до 8:00 на FOX |
| 1989-90    | Понедельник с 8:00 до 9:00 на FOX |
| 1990-91    | Вне сети                          |

4 сезон был последним сезоном в эфире сети Fox. В комментариях к 5-му сезону на DVD Питер Делуиз сказал, что Fox решила отменить шоу после 4-го сезона, потому что рейтинги упали ниже установленного лимита. После этого сезона Джонни Депп и Дастин Нгуен покинули шоу. Уход их персонажей никогда не объяснялся в повествовании сериала, но в Мачо и ботан объясняется, что Хансон был переведен в DEA, а позже к нему присоединился офицер Пенхолл. Эпизод дополнительного кроссовера «Букер», «Wheels and Deals Part One», включен в синдикационную продажу «Джамп-стрита, 21», а также включен в набор DVD четвертого сезона.
Офицер Дин Гарретт (Дэвид Барри Грей) впервые появляется в «Everyday is Christmas». Поскольку первоначальным актёрам стало сложнее правдоподобно считаться старшеклассниками, его персонаж и офицер Кати Роки (Александра Пауэрс) должны были стать «молодыми» заменами, поэтому шоу могло сохранить свою первоначальную предпосылку младших возростов.

## Выход на DVD
Anchor Bay Entertainment выпустили все пять сезонов Джамп-стрит, 21 на DVD в первом регионе между 2004 и 2006 годами. Релизы содержат обширные замены музыки и неточное оформление обложки (Джонни Депп появляется на обложке 5 сезона, несмотря на то, что покинул сериал после предыдущего сезона. Это связано с тем, что финал 3 эпизода был перенесен на 5 сезон, включая финальный эпизод Деппа «Затмение»). С 2010 года эти выпуски были прекращены и в настоящее время не выпускаются.
14 октября 2009 года было объявлено, что Mill Creek Entertainment приобрела права на несколько серий Стефен Дж. Кэннел, включая «Джамп-стрит ,21», и впоследствии выпустили первые четыре сезона. Кроме того, Милл Крик также выпустил коллекцию из 18 дисков под названием «21 Jump Street — The Complete Series», включающую все 103 эпизода сериала на DVD 27 июля 2010 года.
Во втором регионе Anchor Bay Entertainment выпустили все 5 сезонов на DVD в Великобритании. Они также переиздали все 103 серии 5 марта 2012 года.
В четвёртом регионе Madman Entertainment выпустил все пять сезонов на DVD в Австралии. Они также переиздали все 103 серии 1 мая 2013 года.
| Названия                   | Эпизоды | Даты релиза                                  | Даты релиза      | Даты релиза     |
| Названия                   | Эпизоды | Регион 1                                     | Регион 2         | Регион 4        |
| -------------------------- | ------- | -------------------------------------------- | ---------------- | --------------- |
| The Complete First Season  | 13      | 26 октября 2004 19 января 2010 (переиздание) | 31 января 2005   | 7 сентября 2006 |
| The Complete Second Season | 22      | 8 марта 2005 18 мая 2010 (переиздание)       | 20 июня 2005     | 7 сентября 2006 |
| The Complete Third Season  | 20      | 6 сентября 2005 27 июля 2010 (переиздание)   | 23 января 2006   | 7 сентября 2006 |
| The Complete Fourth Season | 26      | 1 ноября 2005 18 января 2011 (переиздание)   | 10 апреля 2006   | 7 сентября 2006 |
| The Complete Fifth Season  | 23      | 21 марта 2006                                | 18 сентября 2006 | 7 июня 2007     |
| The Complete Series        | 103     | 27 июля 2010                                 | 5 марта 2012     | 1 мая 2013      |

## Фильм
16 марта 2012 года было выпущено продолжение к телесериалу в виде художественного фильма от Sony Pictures с участием Джона Хилл и Ченнинг Тейтум (которые также являются исполнительными продюсерами) под руководством Филла Лорда и Криса Миллера.